# Mahan (lớp tàu khu trục)
Lớp tàu khu trục Mahan của Hải quân Hoa Kỳ thoạt tiên bao gồm 16 tàu khu trục, gồm 15 chiếc được nhập biên chế năm 1936 và một chiếc vào năm 1937; sau đó có thêm hai chiếc, đôi khi được gọi là lớp Dunlap, được chấp thuận chế tạo dựa trên thiết kế căn bản của lớp Mahan, cả hai được nhập biên chế năm 1937. Tên của lớp được đặt theo chiếc dẫn đầu Mahan, vốn được đặt theo tên Chuẩn đô đốc Alfred T. Mahan, sử gia và là nhà lý luận hải quân vốn có tầm ảnh hưởng rộng lớn.
Lớp Mahan có một hệ thống động lực mới mang tính cách mạng đã làm thay đổi kỹ thuật của các tàu khu trục trong thời chiến tương lai. Nó tích hợp một số thay đổi đáng kể: mang theo 12 ống phóng ngư lôi, bệ chắn pháo sắp xếp bắn thượng tầng, và trang bị máy phát điện hiện đại để sử dụng trong lúc khẩn cấp. Trọng lượng choán nước gia tăng từ 1.365 lên 1.500 tấn.
Tất cả mười tám chiếc trong lớp đều đã hoạt động trong Chiến tranh Thế giới thứ hai, toàn bộ đều tại Mặt trận Thái Bình Dương. Đóng góp của chúng trong các chiến dịch chính và phụ bao gồm bắn phá bãi đổ bộ, hỗ trợ đổ bộ, hộ tống lực lượng đặc nhiệm, hộ tống vận tải và tuần tra, phòng không và chống tàu ngầm. Tổng hợp lại, lớp đã được tặng thưởng 111 Ngôi sao Chiến trận do thành tích phục vụ trong Thế Chiến II. Sáu chiếc đã bị mất trong chiến đấu và hai chiếc tiêu phí trong thử nghiệm vũ khí sau chiến tranh. Những chiếc còn lại được cho ngừng hoạt động, bán hay tháo dỡ sau chiến tranh.

## Thiết kế
Lớp tàu khu trục Mahan là một phiên bản cải tiến từ lớp Farragut dẫn trước. Lớp Farragut được cho là ngang bằng hay tốt hơn mọi tàu khu trục, ngoại trừ lớp Fubuki của Nhật Bản. Con tàu Nhật trọng lượng 1.700 tấn Anh (1.727 t) này mang theo chín ống phóng ngư lôi, trong khi Farragut chỉ mang theo tám. Ủy ban Tướng lĩnh Hải quân Hoa Kỳ đã phải vật lộn với những thay đổi về đặc tính của tàu khu trục, và bắt đầu hướng đến ý tưởng trang bị 12 ống phóng ngư lôi với ít hơn một khẩu pháo 5 in (130 mm)/38 caliber.
Ủy ban sau đó thay đổi ý định, chấp nhận quan điểm có thể giữ lại cả năm khẩu pháo với 12 ống phóng ngư lôi. Để làm được điều đó, đặc tính "đa dụng" của các khẩu pháo 5 inch/38 caliber sẽ bị mất, nghĩa là không thể cấu hình để có thể đối phó các mục tiêu trên biển lẫn máy bay nhưng chỉ với mục tiêu trên mặt biển. Trưởng ban Tác chiến Hải quân (CNO) cho đây là một ý tưởng kém, phát biểu: "…CNO không thể chấp nhận mọi thiết kế tàu khu trục lại hạ thấp tầm quan trọng của pháo so với ngư lôi". Cuối cùng cũng đạt đến sự thỏa hiệp: đặc tính quan trọng bao gồm một hệ thống động lực mới cùng sự bố trí dàn ắc quy cho lớp Mahan cùng những lớp tiếp theo. Trong thiết kế được đưa ra, dàn ống phóng ngư lôi bốn nòng thứ ba sẽ thay chỗ cho khẩu pháo Số 3; hai dàn ống phóng giữa tàu được chuyển sang bên mạn, giải phóng chỗ trống giữa để kéo dài phòng trên boong phía sau nhằm chứa thêm khẩu pháo Số 3 trước khẩu Số 4. Năm khẩu pháo 5 inch/38 caliber sẽ là các khẩu pháo đa dụng, nhưng chỉ có các khẩu Số 1 và Số 2 có các bệ chắn. Hệ thống động lực tàu khu trục truyền thống được thay thế bằng một thế hệ động lực mới dựa trên kiểu trên bờ.
Những chiếc trong lớp Mahan tiêu biểu thường có cột ăn-ten trước ba chân và cột ăn-ten chính dạng cột. Để cải thiện góc bắn của vũ khi phòng không, cột ăn-ten trước ba chân được cấu trúc mà không có các mấu hoa tiêu. Kiểu dáng của chúng tương tự như với lớp Porter lớn hơn, vốn được chế tạo ngay trước chúng. Lớp Mahan được trang bị những máy phát điện khẩn cấp đầu tiên, thay thế cho các bình ắc quy dự trữ điện trên những lớp trước. Bệ chắn cho khẩu đội pháo được chế tạo cho các vũ khí bắn thượng tầng, gồm một bệ trước cầu tàu và một bệ bên trên sàn sau. Dàn ống phóng ngư lôi bốn nòng thứ ba được bổ sung, bố trí trên trục giữa trong khi hai dàn kia đặt bên mạn. Điều này đòi hỏi phải dời chỗ một khẩu pháo 5 inch/38 caliber đến phòng trên boong phía sau. Trọng lượng con tàu tăng lên 1.500 tấn Anh (1.524 t) từ 1.365 tấn Anh (1.387 t).
Lớp Mahan có trọng lượng choán nước tiêu chuẩn 1.500 tấn Anh (1.524 t), và lên đến 1.725 tấn Anh (1.753 t) khi đầy tải. Chiều dài chung của cáccon tàu là 341 foot 3 inch (104,0 m), mạn thuyền rộng 35 foot 6 inch (10,8 m) và độ sâu của mớn nước là 10 foot 7 inch (3,2 m). Chúng được cung cấp động lực bởi bốn turbine hơi nước General Electric, dẫn động hai trục chân vịt và tạo ra tổng công suất 46.000 mã lực càng (34.000 kW), giúp chúng đạt được tốc độ tối đa 37 hải lý trên giờ (69 km/h; 43 mph). Bốn nồi hơi ống nước Babcock and Wilcox hoặc Foster Wheeler cung cấp hơi nước siêu nhiệt cần thiết cho các turbine. Những chiếc trong lớp Mahan mang theo tối đa 523 tấn Anh (531 t) dầu đốt, cho phép có tầm xa hoạt động 6.940 hải lý (12.850 km; 7.990 mi) ở tốc độ đường trường 12 hải lý trên giờ (22 km/h; 14 mph). Thành phần thủy thủ đoàn trong thời bình là 158 sĩ quan và thủy thủ, trong thời chiến tăng lên khoảng 250 sĩ quan và thủy thủ.

## Vũ khí

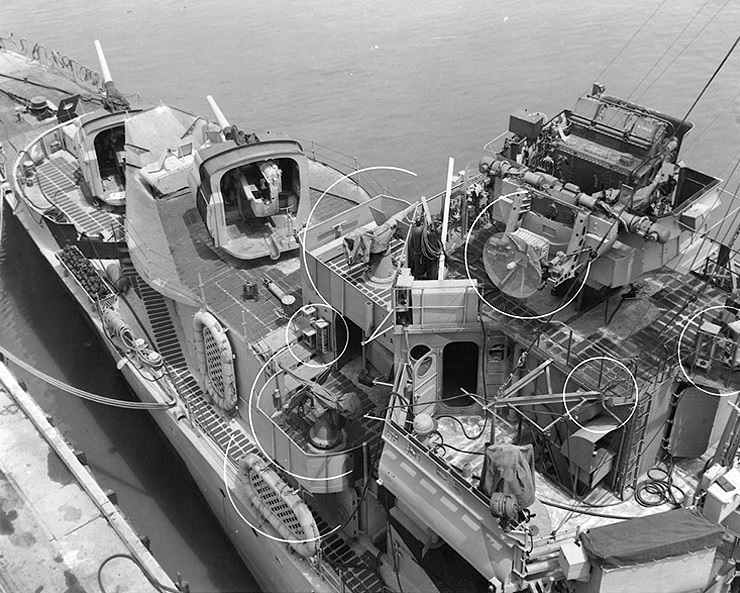
tại Xưởng hải quân Mare Island để đại tu, 24 tháng 6 năm 1944.

Dàn pháo chính của lớp Mahan bao gồm năm khẩu pháo 5 in (130 mm)/38 caliber, được trang bị cùng bộ kiểm soát hỏa lực Mark 33. Cả năm khẩu đều là kiểu lưỡng dụng, được cấu hình cho cả mục tiêu trên mặt biển lẫn trên không. Dàn hỏa lực phòng không bao gồm bốn súng máy.50 caliber làm mát bằng nước. Lớp này được trang bị ba dàn ống phóng ngư lôi bốn nòng dùng cho ngư lôi Mark 15 21 in (530 mm), dẫn hướng bằng bộ kiểm soát hỏa lực ngư lôi Mark 27. Các đường ray thả mìn sâu được bố trí phía đuôi tàu.
Vào mùa Xuân năm 1942, các tàu khu trục lớp Mahan bắt đầu một đợt nâng cấp vũ khí thời chiến, nhưng đa số các chiếc trong lớp chỉ hoàn toàn được nâng cấp vào một lúc nào đó trong năm 1944. Cải biến đáng kể cho lớp Mahan bao gồm việc tháo dỡ một khẩu pháo 5 inch/38 caliber, thường là để thay bằng hai khẩu đội Bofors 40 mm nòng đôi và năm khẩu Oerlikon 20 mm phòng không. Tuy vậy, vào đầu năm 1942, hai chiếc trong lớp có sáu khẩu Oerlikon, trong khi một số lại có bốn khẩu.
Đến tháng 1 năm 1945, bắt đầu tháo dỡ hai dàn ống phóng ngư lôi bốn nòng để thay bằng hai khẩu đội Bofors 40 mm bốn nòng. Đến tháng 6 lại tháo dỡ dàn ống phóng ngư lôi trên trục giữa lấy chỗ cho hai khẩu đội Bofors 40 mm nòng đôi bố trí ngang ống khói phía sau. Mọi con tàu được cải tiến vũ khí phòng không cũng được trang bị các bộ kiểm soát hỏa lực kèm theo các khẩu 40mm; kiểu Mark 51 cũ được thay bằng kiểu GFFC Mark 63 kèm theo radar.

## LớpDunlap
Lớp Dunlap bao gồm hai tàu khu trục được chế tạo dựa trên thiết kế căn bản của lớp Mahan. Một số nguồn xem chúng là một lớp riêng biệt, nhưng đa số không đồng ý vì những điểm tương tự với lớp Mahan. Sự khác biệt bao gồm bổ sung một vòng bệ cho mỗi tháp pháo 5"/38 caliber phía trước, với một băng chuyền đạn pháo xuyên ngang, và xoay theo khẩu pháo. Lớp Dunlap là những tàu khu trục Hoa Kỳ đầu tiên có bệ pháo phía trước hoàn toàn kín thay cho các tấm chắn; cột ăn-ten trước nhẹ và thiếu cột ăn-ten chính khiến nó khác biệt bên ngoài so với những chiếc Mahan.

## Chế tạo
Hợp đồng chế tạo ba chiếc đầu tiên trong lớp Mahan được trao cho ba hãng đóng tàu. Tuy nhiên không có hãng đóng tàu được chọn nào được Hải quân đánh giá có khả năng thiết kế chấp nhận được. Dựa trên sức mạnh về uy tín, hãng Gibbs and Cox tại New York được cử làm nhà thiết kế.  Họ không có kinh nghiệm thiết kế tàu chiến, nhưng đã thiết kế thành công tàu chở hành khách-hàng hóa vượt đại dương có hệ thống động lực vượt quá mức yêu cầu của Hải quân.  Vì vậy người ta quyết định thiết kế lớp chung quanh một thế hệ máy móc động cơ mới. Gibbs and Cox đề xuất thiết kế hệ thống động lực tiên tiến, kết hợp gia tăng áp lực và nhiệt độ hơi nước với kiểu turbine mới nhẹ và chạy nhanh hơn cùng hộp số giảm tốc hai cấp. Lớp Mahan trở thành thế hệ mới của kỹ thuật tàu khu trục, tăng hiệu quả kinh tế với tốc độ nhanh hơn và hiệu quả hơn.

## Những chiếc trong lớp
| Tên                    | Đặt lườn             | Hạ thủy              | Hoạt động            | Số phận                                                                             |
| USS Mahan (DD-364)     | 12 tháng 6 năm 1934  | 15 tháng 10 năm 1935 | 18 tháng 9 năm 1936  | Hư hại nặng bởi máy bay kamikaze 7 tháng 12 năm 1944; đắnh đắm sau đó.              |
| USS Cummings (DD-365)  | 26 tháng 6 năm 1934  | 11 tháng 12 năm 1935 | 25 tháng 11 năm 1936 | Bán để tháo dỡ 17 tháng 7 năm 1947.                                                 |
| USS Drayton (DD-366)   | 20 tháng 3 năm 1934  | 26 tháng 3 năm 1936  | 1 tháng 9 năm 1936   | Bán để tháo dỡ 20 tháng 12 năm 1946.                                                |
| USS Lamson (DD-367)    | 20 tháng 3 năm 1934  | 17 tháng 6 năm 1936  | 21 tháng 10 năm 1936 | Đánh chìm trong thử nghiệm bom nguyên tử tại đảo san hô Bikini, 1946.               |
| USS Flusser (DD-368)   | 4 tháng 6 năm 1934   | 28 tháng 9 năm 1935  | 1 tháng 10 năm 1936  | Bán để tháo dỡ 6 tháng 1 năm 1948.                                                  |
| USS Reid (DD-369)      | 25 tháng 6 năm 1934  | 11 tháng 1 năm 1936  | 2 tháng 11 năm 1936  | Bị máy bay kamikaze đánh chìm 11 tháng 12 năm 1944.                                 |
| USS Case (DD-370)      | 19 tháng 9 năm 1934  | 14 tháng 9 năm 1935  | 15 tháng 9 năm 1936  | Bán để tháo dỡ 31 tháng 12 năm 1947.                                                |
| USS Conyngham (DD-371) | 19 tháng 9 năm 1934  | 14 tháng 9 năm 1935  | 4 tháng 11 năm 1936  | Đánh chìm sau khi thử nghiệm bom nguyên tử tại đảo san hô Bikini, tháng 7 năm 1948. |
| USS Cassin (DD-372)    | 1 tháng 10 năm 1934  | 28 tháng 10 năm 1935 | 21 tháng 8 năm 1936  | Bán để tháo dỡ 25 tháng 11 năm 1947.                                                |
| USS Shaw (DD-373)      | 1 tháng 10 năm 1934  | 28 tháng 10 năm 1935 | 18 tháng 9 năm 1936  | Bán để tháo dỡ tháng 7 năm 1946.                                                    |
| USS Tucker (DD-374)    | 15 tháng 8 năm 1934  | 26 tháng 2 năm 1936  | 23 tháng 7 năm 1936  | Đắm do trúng mìn 2 tháng 8 năm 1942.                                                |
| USS Downes (DD-375)    | 15 tháng 8 năm 1934  | 22 tháng 4 năm 1936  | 15 tháng 1 năm 1937  | Bán để tháo dỡ 18 tháng 11 năm 1947.                                                |
| USS Cushing (DD-376)   | 15 tháng 8 năm 1934  | 31 tháng 12 năm 1935 | 28 tháng 8 năm 1936  | Bị đánh chìm trong chiến trận 13 tháng 11 năm 1942.                                 |
| USS Perkins (DD-377)   | 15 tháng 11 năm 1934 | 31 tháng 12 năm 1935 | 18 tháng 9 năm 1936  | Đắm do tai nạn va chạm với tàu chở quân Australia 29 tháng 11 năm 1944.             |
| USS Smith (DD-378)     | 27 tháng 10 năm 1934 | 20 tháng 2 năm 1936  | 19 tháng 9 năm 1936  | Rút đăng bạ 25 tháng 2 năm 1947.                                                    |
| USS Preston (DD-379)   | 27 tháng 10 năm 1934 | 22 tháng 4 năm 1936  | 27 tháng 10 năm 1936 | Bị đánh chìm trong chiến trận 14 tháng 11 năm 1942.                                 |
| USS Dunlap (DD-384)    | 10 tháng 4 năm 1935  | 18 tháng 4 năm 1936  | 12 tháng 6 năm 1937  | Bán để tháo dỡ 31 tháng 12 năm 1947.                                                |
| USS Fanning (DD-385)   | 10 tháng 4 năm 1935  | 18 tháng 9 năm 1936  | 8 tháng 10 năm 1937  | Xuất biên chế 14 tháng 12 năm 1945, tháo dỡ sau đó.                                 |